# Foxi Kéthévoama
Foxi Kéthévoama (Bangui, 30 maggio 1986) è un ex calciatore centrafricano, di ruolo centrocampista.

## Carriera

### Club
Inizialmente ceduto in prestito all'Astana nel 2012, la società kazaka lo riscatta acquistando il cartellino a titolo definitivo.

### Nazionale
Tra il 2002 ed il 2021 ha totalizzato complessivamente 49 presenze ed 8 reti con la maglia della nazionale della Repubblica Centrafricana.

## Palmarès

### Club

#### Competizioni nazionali
- Coppa d'Ungheria: 1

Kecskemét: 2010-2011
- Coppa del Kazakistan: 1

Astana: 2012
- Campionato kazako: 2

Astana: 2014, 2015
- Supercoppa del Kazakistan: 1

Astana: 2015

### Individuale
- Capocannoniere della Coppa d'Ungheria: 1

2010-2011 (6 gol, a pari merito con László Kormos)
- Capocannoniere della Qazaqstan Prem'er Ligasy: 1

2014 (16 gol)